# Karl Adam Heinrich von Feilitzsch
Karl Adam Heinrich von Feilitzsch (* 2. Juni 1701; † 18. Januar 1768 in Berlin) war ein königlich-preußischer Oberst und erster Chef des Invalidenkorps und Kommandant des Invalidenhauses in Berlin.

## Leben
Er war der einzige Sohn von Hans Adam von Feilitzsch (1663–1722) und dessen Frau Martha Elisabeth von Panzschmann. Sein Vater war Besitzer der Güter Treuen und Unterlauterbach im Vogtland. Er ging 1720 in preußische Dienste im Regiment „Anhalt-Dessau zu Fuß“ und wurde 1725 Fähnrich, 1730 Sekonde-Leutnant und 1735 Premier-Leutnant. 1740 wurde er zum Stabshauptmann befördert und kurz danach zum Hauptmann. Am 15. Dezember 1745 wurde er in der Schlacht bei Kesselsdorf schwer verletzt und felduntauglich. So wurde er am 10. Juli 1747 Oberst und Kommandant des Invalidenhauses in Berlin.
Er war nicht verheiratet und wurde nicht auf dem Invalidenfriedhof beigesetzt, sondern unter dem Altar der evangelischen Invalidenhauskirche.